# 小林深雪
小林 深雪（こばやし みゆき、1964年3月10日-）は日本の小説家、漫画原作者。埼玉県出身。武蔵野美術大学空間演出デザイン学科卒業。

## 来歴
編集者、ライターを経て1990年に作家デビューし、講談社X文庫ティーンズハートの主力作家陣の一人として活躍した（シリーズ累計1500万部）。また、現在は講談社青い鳥文庫、「YA!ENTERTAINMENT」など児童書を中心に作品を発表し、小中学生を中心に絶大な人気を集めている。「泣いちゃいそうだよ
」シリーズは、累計140万部を超える（2016年２月時点）。漫画雑誌「なかよし」でも原作者として活躍（取り上げた出版物の版元はいずれも講談社）。
「キッチンのお姫さま」（「なかよし」連載）で第30回講談社漫画賞受賞。『恋人をつくる100の方法』は（「少女フレンド」連載）、1995年TVドラマ化された。
2014年より講談社漫画賞選考委員、2016年より講談社児童文学新人賞選考委員を務める。2013年４月より2年間、朝日中高生新聞で書評ページを担当。2017年1月より、東京新聞で「小林深雪の十代に贈る本」（毎月第4月曜日）を連載中。

## 人物
音楽にも造詣が深く、鈴木惣一朗、茂木隆行、小柳帝と編集チーム「GAZETTE4」を結成して音楽書籍『モンド・ミュージック1－3』シリーズや『ひとり』に執筆。また、自作のイメージCD『珊瑚物語』でも作詞を行い、自ら歌を歌っている。東日本大震災被災者支援の為に他の漫画家と共同で制作された東日本大震災チャリティ同人誌「pray for Japan」では、安藤なつみの書き下ろし漫画の原作者という形で参加した。また、料理好きとしても知られ、『小林深雪のお菓子の本「キッチンへおいでよ」』／『小林深雪のお料理の本「ランチはいかが？」』などこれまでに3冊の料理本を出している。原作を担当した料理漫画『デリシャス!』『キッチンのお姫さま』についている料理のレシピも本人が担当している。

## 作品リスト

### 小説
(イラストは牧村久実。※『願えばきっとかなう』のみ白沢まりも)

#### 講談社青い鳥文庫
- 泣いちゃいそうだよシリーズ
- 作家になりたい! シリーズ 
  1. 作家になりたい!(1)―恋愛小説、書けるかな?―
  2. 作家になりたい!(2)―恋からはじまる推理小説―
  3. 作家になりたい!(3)―恋愛バトルはホラー小説―
  4. 作家になりたい!(4)―童話みたいにいかないね―
  5. 作家になりたい!(5)―両思いってファンタジー？―
  6. 作家になりたい!(6)―恋のなやみは詩集で解決!―
  7. 作家になりたい!(7)―俳句で好きを伝えよう!―
  8. 作家になりたい!(8)―ことわざは恋に効く？―
  9. 作家になりたい!(9)―ダブルデートはラブコメディ―
  10. 作家になりたい!(10)―恋のエッセイ書いちゃおう―
  11. 作家になりたい!(11)―漢字で読みとく恋の謎―
  12. 作家になりたい!(12)―青い鳥文庫からデビューするのは?―

  - 番外編

  1. ―ラブレターが書きたい!―（おもしろい話が読みたい!チェンジ!に所収）
- ララの魔法のベーカリー シリーズ 
  1. ララの魔法のベーカリー メロンパン王子あらわる!
  2. ララの魔法のベーカリー サンドイッチ女王をめざせ!
  3. ララの魔法のベーカリー クロワッサンで愛の告白
  4. ララの魔法のベーカリー 好きを伝えるクリームパン
- かわいく(なく)てごめん シリーズ
  1. かわいく(なく)てごめん 恋と結婚について(本気で)考えてみた
  2. かわいく(なく)てごめん お悩み相談BOOK

#### 講談社なかよし文庫
- キッチンのお姫さま　天使のケーキを探せ!(挿絵・安藤なつみ)

#### 講談社BOOK倶楽部｜YA! ENTERTAINMENT
- 泣いちゃいそうだよシリーズ 高校生編

#### YA! ENTERTAINMENT　アンソロジー作品
※5人の人気作家による短編作品集
- 卒業（作品タイトル「卒業までの二十四時間」）
- 告白（作品タイトル「きみを好きになった日」）
- ハピネス（作品タイトル「覚えたての呪文」）
- 秘密（作品タイトル「エアトモ」）
- 約束（作品タイトル「エアカレ」）
- 14歳（作品タイトル「さよなら十四歳の夏〜夏葉と春人」）
- ひとりぼっちの教室（作品タイトル「友達なんかいない」）
- わたしを決めつけないで（作品タイトル「女子力なんてない!」）
- ジェンダーフリーアンソロジー TRUE Colors （作品タイトル「女子校か共学か、それが問題だ!」）

#### 《クラシックバレエおひめさま物語シリーズ》
- 白鳥の湖（文＝小林深雪／原作＝チャイコフスキー／絵＝小谷智子）

#### 5人の作家によるホラーアンソロジー
- 好きって、こわい？（作品タイトル「秘密のペンダント」）

#### おはなしSDGs
- つくる責任 つかう責任 未来を変えるレストラン

#### エッセイ
- 児童文学キッチン（文／小林深雪　お菓子／福田里香）

※児童文学に関するエッセイとお菓子のレシピ

#### 料理関連本
- 小林深雪のお菓子の本「キッチンへおいでよ」
- 小林深雪のお料理の本「ランチはいかが？」
- デリシャス! スイート・クッキング（漫画『デリシャス』のお菓子の本）

#### 講談社X文庫ティーンズハート
芸能人の登場人物はクロスオーバー的に他の作品に登場していることがある。
- ガールフレンドになりたい!!
- ママがいろいろうるさいの

- 未々奈々シリーズ
  1. ふたりのプリンセス
  2. ふたりのラブレター
  3. ふたりのアイドル

- 湯沢（高野）志保〜高野沙保シリーズ
  1. 16才♡子供じゃないの
  2. 17才♡奥様は高校生
  3. 18才♡ハネムーンへ行こう
  4. 19才♡浮気はしちゃだめ
  5. 20才♡ハッピーエンドへようこそ!!
  6. 13才♡ママはライバル
  7. 14才♡パパはなんでも知っている
  8. 15才♡女のコに生まれてよかった
  9. 不思議の国の16才♡
  10. 恋愛の国の17才♡
  11. 幸福の国の18才♡
  12. 魔法の国の19才♡
  13. 魔法の国の19才♡旅行編
  14. 未来の国の20才♡

- 失恋なんてこわくない
- ライバルなんてこわくない（『失恋なんてこわくない』の続編）
- プレゼント
- ボーイフレンドをつくろう!!
- あなたを忘れる魔法があれば
- 好き!好き!大好き!!
- デートしようよ!!
- 一緒にいられるのは今日が最後
- プロポーズ
- 恋愛小説のつくりかた
- 恋のキッチンへおいでよ
- ハッピーバースデイ
- ファースト・キス・コレクション
- ファースト・デート・コレクション
- 一緒なら最高!
- 美少女しようよ!!
- 天使が味方についている
- わたしに魔法が使えたら

- あなたの夢かなえます!シリーズ
  1. あなたの夢かなえます!
  2. あなたの夢かなえます!STAGE2
  3. あなたの夢かなえます!STAGE3

- そんなすぐには大人になれない
- 恋することはやめられない
- 願えばきっとかなう
- もう二度ときみに会えないと思ってた
- 行きは友達、帰りは恋人
- 恋をしようよ!!

- 珊瑚物語シリーズ
  1. 僕たちは、この海で出会った
  2. 涙の海で眠りましょう
  3. 海の上のウエディング
  4. 夏の海で恋をしよう
  5. あなたを包む海になりたい
  6. 運命の恋人 新・珊瑚物語

- 至上最強の恋愛シリーズ（沙保と広岡君の子供たちが主人公のシリーズ）
  1. 至上最強の恋愛 Level1（果保/中1/12歳）
  2. 至上最強の恋愛 Level2（美保/高3/17歳）
  3. 至上最強の恋愛 Level3（真保/高1/16歳）
  4. 至上最強の恋愛 Level4（果保/中2/13歳）
  5. 至上最強の恋愛 Level5（美保/大1/18歳）
  6. 至上最強の恋愛 Level6（真保/高2/17歳）
  7. 至上最強の恋愛 Special

- 沙保の三女・果保を中心としたシリーズ
  1. 13（サーティーン）恋愛白書
  2. 13恋愛白書 ロマンティック編
  3. 14（フォーティーン）恋愛白書 春物語
  4. 14恋愛白書 夏物語
  5. 14恋愛白書 秋物語
  6. 14恋愛白書 冬物語
  7. 15（フィフティーン）高校生白書 果保編
  8. 15高校生白書 翼編
  9. 15高校生白書 果保&リヒト編
  10. 16（シックスティーン）恋愛革命 Spring
  11. 16恋愛革命 Summer
  12. 16恋愛革命 Autumn
  13. 16恋愛革命 Winter
  14. 16恋愛革命 ユースケとすみれの場合
  15. 17恋愛戦争（セブンティーン ラブ・ウォーズ） 春の嵐
  16. 17恋愛戦争 夏の夢
  17. 17恋愛戦争 秋の涙
  18. 17恋愛戦争 冬の旅

- 女の子シリーズ（果保と翼の娘・理保を中心としたシリーズ）
  1. 女の子のホンキ
  2. 女の子のヒミツ
  3. 女の子のウワサ
  4. 女の子のナミダ
  5. 女の子のユウキ
  6. 女の子のナヤミ
  7. 男の子のホンキ
  8. 男の子のヒミツ
  9. 男の子のウワサ
  10. 女の子の未来
  11. 男の子と女の子

- 奇跡を起こそうシリーズ
  1. 奇跡を起こそう 絶対キレイにならなくちゃ!
  2. 奇跡を起こそう2 絶対モデルにならなくちゃ!
  3. 奇跡を起こそう3 絶対彼女にならなくちゃ!
  4. 奇跡を起こそう〜もう一度

- ポストカードブックシリーズ
  1. ラブ・ストーリー
  2. ラブレター
  3. ラブソング
  4. 暑中お見舞い申し上げます

- ビーグル絵本　みんな犬になりたい

- おしごとのおはなし まんが家 ゆめはまんが家!

- どうぶつのかぞく ホッキョクグマ ちびしろくまのねがいごと

- スポーツのおはなし 体操 わたしの魔法の羽

#### 集英社コバルト文庫
- 恋人たちの過ごした時間

#### 小学館セレクト・パレ文庫
- 映画に愛をこめて（雑誌「ぴあ」で連載されたエッセイをまとめたもの）

### 漫画原作
「少女フレンド」（講談社）連載
- 「恋人をつくる100の方法」（漫画・かわちゆかり）
- 「卒業までの24時間」（漫画・有羽なぎさ）
- 「きみを好きになった日」（漫画・有羽なぎさ）

「なかよし」（講談社）連載
- 「デリシャス!」全7巻（漫画・あゆみゆい）
- 「ODAIBAラブサバイバル」全2巻（漫画・白沢まりも）
- 「キッチンのお姫さま」全10巻（漫画・安藤なつみ）

「デザート」（講談社）連載
- 「フラれる女」（漫画・春名里日）
- 「夢みることはやめられない」全4巻（漫画・牧村久実）
- 「初めての夜　二度めの朝」（漫画・春名里日）

### イメージCD
- ロマンティック・サムシング （1992年4月22日、EMIミュージック・ジャパン、TOCT6447）
- 珊瑚物語〜ガールズ・カレンダー〜 （1995年1月21日、日本コロムビア、COCC12249）